# Résistance vasculaire
 (juillet 2018).
Si vous disposez d'ouvrages ou d'articles de référence ou si vous connaissez des sites web de qualité traitant du thème abordé ici, merci de compléter l'article en donnant les références utiles à sa vérifiabilité et en les liant à la section « Notes et références ».
Comme tout liquide s'écoulant dans un tube, le sang propulsé par le cœur dans le système circulatoire est soumis à une résistance à l'écoulement.
Cette résistance vasculaire est l'un des deux facteurs qui influencent la pression et le débit du courant sanguin, l'autre étant la compliance des vaisseaux sanguins. Rappelons-nous la loi de Poiseuille : la différence de pression est égale au débit multiplié par la résistance à l'écoulement.
La résistance est due à plusieurs facteurs : 1- la température, ce qui va influencer la vasomotricité (vasodilatation/vasoconstriction), 2- le taux de dioxygène et 3- le débit cardiaque (ce qui comprend la fréquence cardiaque et le volume d'éjection systolique VES)
Le siège principal de la résistance vasculaire se trouve dans les artérioles, ces petites artères à paroi très musculaire, et qui peuvent donc faire varier fortement leur diamètre (appelé lumière), jouant directement sur la résistance vasculaire. La résistance se calcule sous cette forme : R=1/d^4. R = résistance, d=lumière (diamètre). Donc plus la lumière est petite, plus la résistance est grande et inversement. 